# توفيق بركات
توفيق بركات (1928 - 19 يناير 2004) هو شاعر غنائي لبناني قام بتألبف أكثر من 6000 أغنية واشتهرت من بينها قرابة 5000 أغنية. وقد كتب كلمات أغاني لعدة فنانين أبرزهم صباح التي غنت له أكثر من 70 أغنية ووديع الصافي.

## الجوائز
- وسام الاستحقاق، لبنان (بعد وفاته)

## أعماله
| الأغنية                | الألبوم   | تلحين           | توزيع  | أداء        | إنتاج  | المدة    | سنة    |
| ---------------------- | --------- | --------------- | ------ | ----------- | ------ | -------- | ------ |
| الله كريم              | ــــــ    | فيلمون وهبي     | ــــــ | ملحم بركات  | ــــــ | ــــــ   | ــــــ |
| حبينا حبينا            | ــــــ    | فريد الأطرش     | ــــــ | فريد الأطرش | ــــــ | ــــــ   | ــــــ |
| عالضيعة                | ــــــ    | محمد عبد الوهاب | ــــــ | صباح        | ــــــ | ــــــ   | ــــــ |
| كل ما بشوفك            | ــــــ    | محمد عبد الوهاب | ــــــ | صباح        | ــــــ | ــــــ   | ــــــ |
| يا دلع دلع             | ــــــ    | فريد الأطرش     | ــــــ | صباح        | ــــــ | ــــــ   | ــــــ |
| حبيبي نجار             | ــــــ    | فيلمون وهبي     | ــــــ | شريفة فاضل  | ــــــ | ــــــ   | ــــــ |
| الله يرضى عليك يا ابني | ــــــ    | ــــــ          | ــــــ | وديع الصافي | ــــــ | ــــــ   | ــــــ |
| الفرقة صعبة            | إنت غيرهم | جورج يزبك       | ــــــ | جورج وسوف   | ــــــ | 00:05:13 | 2002   |